# Semiothisa effusata
Semiothisa effusata là một loài bướm đêm trong họ Geometridae.